# Železnička stanica Praha-Vršovice
Železnička stanica Prag-Vršovice (чеш. Nádraží Praha-Vršovice) je lokalna železnička stanica u naselju Vršovice u gradu Pragu u Češkoj. Sa centrom Praga i prigradskim naseljem Hostivar (Hostivař) povezana je tramvajskim linijama 22, 7, 24 a praškim "Esko"-m (praškom prigradskom železnicom) linijama S9, S8 i S80. Nalazi se na pruzi Čeških železnica (SŽDC - Uprave železničkih saobraćajnih puteva) broj 070,210 i 221, koje uglavnom spajaju Prag i Češke Budjejovice. Kroz stanicu takođe prolaze i vozovi za Benešov i Češke Budjejovice. 2014. stanicu iskoristilo 1 898 000 putnika. 
Stanica je bila otvorena 1880. godine. 2007-2008. se završila modernizacija istorijske zgrade, dok su ostali delovi stanice ostale bez ikakve promene. Od 2002. se zgrada stanice tretira kao kulturni spomenik.
Stanica ima 9 koloseka i 5 perona.
| Nazivi stanice                                      |
| --------------------------------------------------- |
| Od 1880 do 1912 "Nusle"                             |
| Od 1912 do 1941 "Nusle-Vršovice"                    |
| Od 1942 do 1945 "Nusl-Verschowitz","Vršovice-Nusle" |
| Od 1948 pa nadalje "Praha-Vršovice"                 |

## Spoljašnje veye
- Sajt Čeških železnica(za putnike)
- Sajt Čeških železnica (cele kompanije)